# 페드로 루이스 하로
페드로 루이스 하로 레게로(스페인어: Pedro Luis Jaro Reguero, 1963년 2월 22일, 마드리드 주 마드리드 ~)는 스페인의 전 축구 선수로, 현역 시절 골키퍼로 활약하였다.

## 선수 경력
지역의 콜로니아 모스카르도 유소년부를 졸업한 마드리드 태생의 하로는 1983–84 시즌에 카디스 소속으로 프로 무대에 첫 발을 디뎠는데, 1경기를 출전하는 데에 그쳤고, 라 리가에서도 강등당했다. 1988년, 그는 이웃 말라가로 이적하였는데, 말라가도 2년차 끝에 강등당했다.
이후, 하로는 리그 거함 레알 마드리드에 입단했지만, 그는 전설적인 수문장 프란시스코 부요의 존재로 인해 불과 23번의 경기에 출전하는데 그쳤다. 1994–95 시즌, 그는 베티스 소속으로 기대 이상의 성과를 냈는데, 승격 새내기 구단 소속으로 1부 리그에서 3위를 차지하는 돌풍을 일으켰다. 그는 38경기에 출전해 25골만을 허용해 트로페오 리카르도 사모라를 획득하기에 충분한 성과를 올렸다.

## 감독 경력
아틀레티코 마드리드에서 스페인 국가대표팀에서 활약하는 호세 프란시스코 몰리나의 후보로서 2년을 보낸 후, 하로는 36세의 나이로 1부 리그 경기에 237번의 경기에 출전한 것을 끝으로 현역에서 은퇴하였다. 그는 이후 아틀레티코의 골키퍼 코치로 역임하였고, 스페인 청소년 국가대표팀와 레알 마드리드에서도 같은 직위를 맡았는데, 2005년에 후자의 구단으로 이적하여 5년을 역임했다. 그는 후안데 라모스를 보좌하여 드니프로와 말라가에서 같은 직위를 맡았다.

## 수상

### 클럽
레알 마드리드
- 코파 델 레이: 1992–93
- 수페르코파 데 에스파냐: 1990, 1993
- 코파 이베로아메리카나: 1994

### 개인
- 트로페오 리카르도 사모라: 1994–95